# Chawdislamyn Badjelchan
Chawdislamyn Badjelchan (mongolisch Хавдисламын Баделхан) ist ein mongolischer Politiker der Mongolischen Volkspartei (MVP), der seit 2016 Mitglied des Großen Staats-Chural sowie seit 2017 Minister für Bauwesen und Stadtentwicklung ist.

## Leben
Badjelchan begann nach dem Besuch der Sekundarschule Nr. 1 in Ölgii 1971 ein Studium an der Polytechnischen Universität, die er 1976 abschloss. Danach begann er 1976 seine berufliche Laufbahn als Ingenieur bei den Öffentlichen Busbetrieben von Ulaanbaatar und war im Anschluss zwischen 1978 und 1988 Chefingenieur und Abteilungsleiter der Verkehrsbehörde der Bajan-Ölgii-Aimag. Nachdem er 1990 die Verwaltungsakademie in Moskau abgeschlossen hatte, fungierte er zwischen 1990 und 1991 Leiter der Staatlichen Baubehörde des Repräsentativen Volks-Chural der Bajan-Ölgii-Aimag. Im Anschluss war er von 1991 bis 1994 Direktor der Außenhandelsgesellschaft Urkyen sowie zwischen 1994 und 2000 Generaldirektor der Straßenbaugesellschaft Jol.
Danach fungierte Badjelchan zwischen 2000 und 2005 als Gouverneur der Bajan-Ölgii-Aimag. Für seine Verdienste wurde er 2001 mit der Medaille „80. Jahrestag der Volksrevolution“, 2005 mit dem Orden des Polarsterns sowie 2008 mit dem Orden „Rotes Banner der Arbeit“ ausgezeichnet. Er war als Vertreter der Mongolischen Volkspartei (MVP) war er zwischen 2008 und 2012 erstmals Mitglied des Großen Staats-Chural und erhielt 2009 den Titel „Führender Straßenbauer“ sowie 2011 den Titel „Verdienter Ökonom der Mongolei“. Im Anschluss war er von 2012 bis 2015 Berater der MVP-Fraktion im Großen Staats-Chural, ehe er zwischen 2015 und 2016 Stellvertretender Industrieminister war. 2016 wurde er für die MVP abermals Mitglied des Großen Staats-Chural. Seit 2017 ist er Minister für Bauwesen und Stadtentwicklung in der Regierung von Ministerpräsident Uchnaagiin Chürelsüch.